# Evangelisch-reformierte Landeskirche Graubünden
Die Evangelisch-reformierte Landeskirche Graubünden ist die reformierte Landeskirche im Schweizer Kanton Graubünden und gehört zur Evangelisch-reformierten Kirche Schweiz.
Sie umfasst alle Bürger im Kantonsgebiet reformierter, evangelischer oder protestantischer Konfession, die von Geburt bzw. Taufe an hinzugehören oder ihr später beigetreten sind und nicht ihren Austritt erklärt haben.

## Geschichte

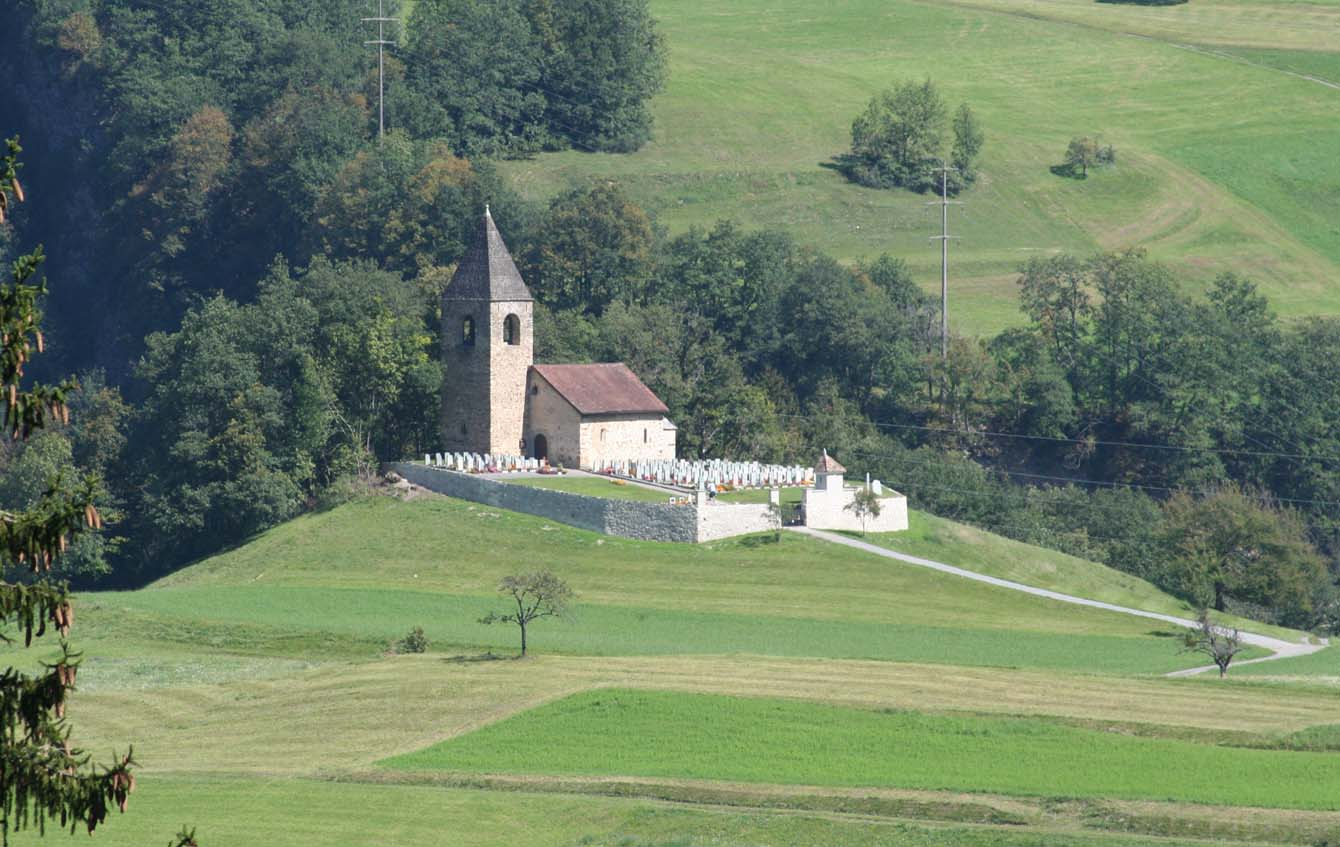
Kirche St. Cassian in Sils im Domleschg, seit 1525/30 reformiert

Die Ursprünge der Landeskirche liegen in der Reformationszeit. Die Ideen von Martin Luther und Huldrych Zwingli fanden ihren Weg bis ins Bündnerland und gewannen dort Anhänger. Die einzelnen Gemeinden im Bündnerland konnten ihre Konfession seit dem Ilanzer Religionsgespräch 1526 und den unter Federführung von Johannes Comander verfassten Ilanzer Artikeln selbst bestimmen, so dass das Bekenntnis von Gemeinde zu Gemeinde variieren konnte. Je nachdem, für welches Bekenntnis sich die Mehrheit der Bürger entschied, wechselte das Gotteshaus den Besitz, kam also in reformierte Hand oder blieb römisch-katholisch.
Die ersten Vorläufer einer Bündner Landeskirche liegen im Jahre 1537, dem Gründungsjahr der Bündner Synode. Diese Versammlung der Bündner Pfarrschaft besteht bis heute und hat die Aufgabe, Kandidaten, die ein Pfarramt übernehmen wollen, zu prüfen.
Im 18. Jahrhundert wurde die Bündnerkirche von zwei Auseinandersetzungen erschüttert, dem Bündner Prädikantenstreik von 1790 und dem Bündner Herrnhuterstreit.

## Organisation

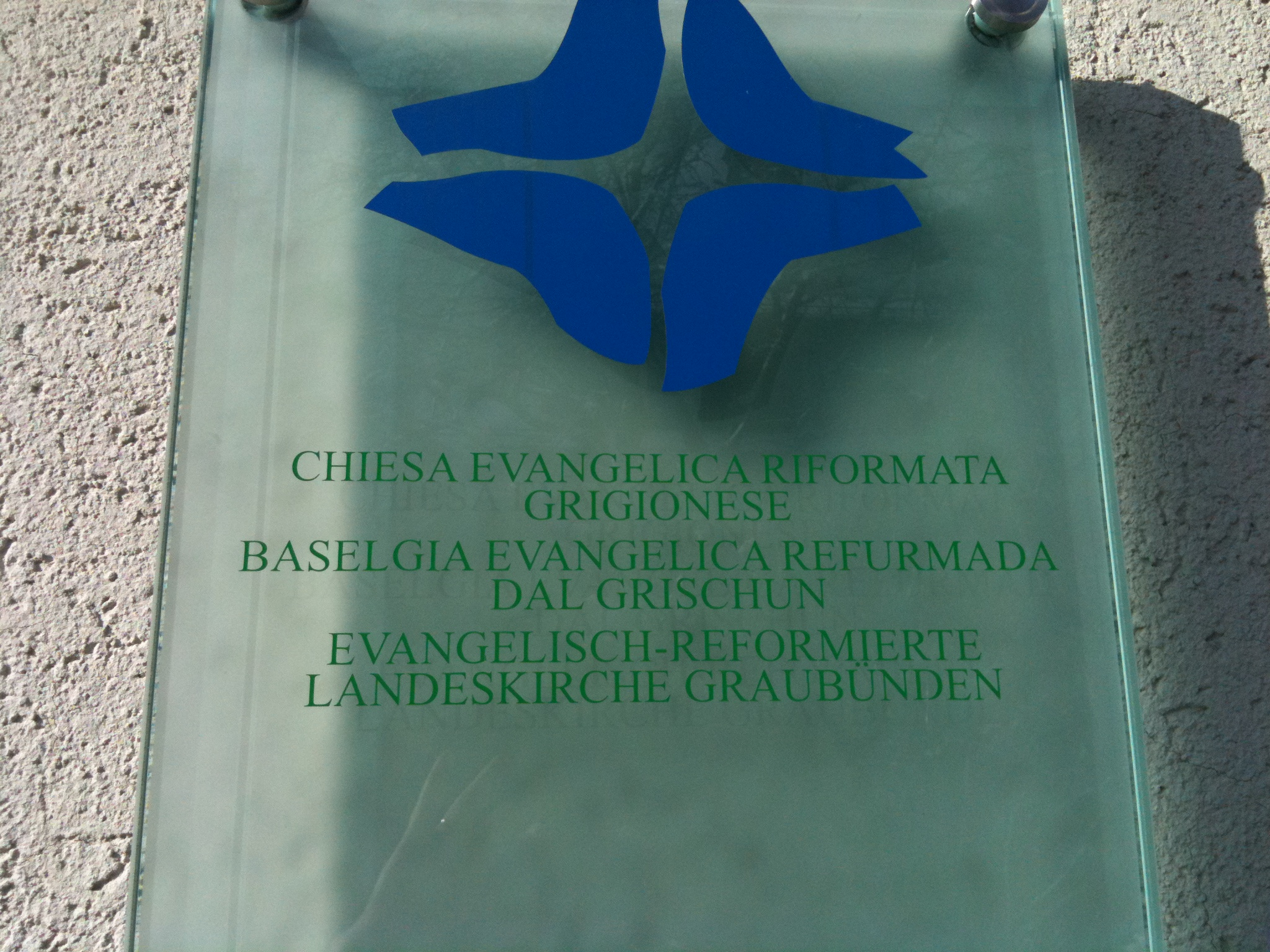
Die reformierte Bündnerkirche als die einzige dreisprachige evangelische Landeskirche der Schweiz

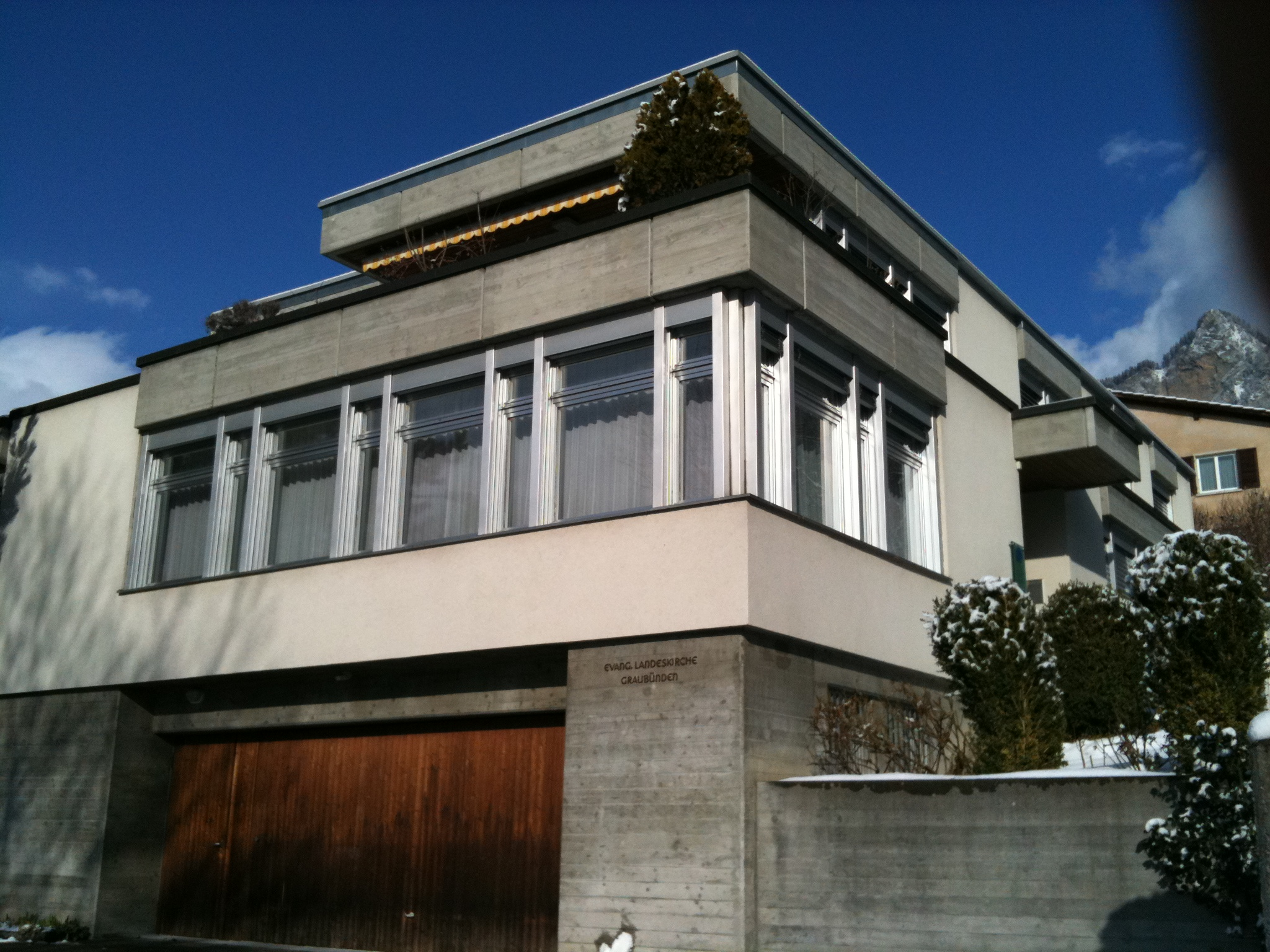
Verwaltungsgebäude der Landeskirche in Chur

### Aufbau und Struktur
Ende 2022 zählte sie 61'158 Mitglieder in 77 Bündner Kirchgemeinden. Der Verwaltungssitz der Landeskirche befindet sich in der Loëstrasse 60 in Chur.
Gegliedert ist die flächenmässig grösste Schweizer Kantonalkirche in zwölf Kirchenregionen (ehemals Kolloquien), welche Vernehmlassungsorgane der kirchlichen Gesetzgebung sind:
| Kirchenregion                | Kirchgemeinden |
| ---------------------------- | --- |
| Am Rhein                     | Domat/Ems, Felsberg, Tamins/Bonaduz/Rhäzüns |
| Bernina-Maloja               | Oberengadin (mit Bever, Celerina, Celerina Crasta, Champfèr, Chamues-ch, Cinuos-chel, Fex Crasta, La Punt, Madulain, Pontresina, S-chanf, Samedan, San Peter, San Gian, Sils-Baselgia, Sils-Maria, Silvaplana, St. Moritz, St. Moritz Bad, Susauna und Zuoz), Bergell/Bregaglia (mit Casaccia, Castasegna, Maloja, Nossa Donna Castelmur, S. Martino, S. Trinità, San Cassiano, San Giorgio, Soglio und Stampa), Poschiavo, Brusio |
| Davos                        | Davos Altein (mit Davos Frauenkirch, Davos Glaris, Davos Monstein, Davos Sertig und Davos Wiesen), Davos Platz, Davos Dorf/Laret (mit St. Theodul) |
| Ela                          | Val d’Alvra (mit Bergün, Filisur, Jenisberg, Latsch und Stugl), Bivio/Surses (mit Savognin) |
| Engiadina Bassa-Val Müstair  | Ardez/Ftan/Guarda (mit Giarsun und Sur En), Scuol/Tarasp (mit S-charl), Sent, Val Müstair (mit Fuldera, Lü, Tschierv und Valchava), Valsot (mit Martina, Ramosch, Strada, Tschlin und Vnà), Zernez (mit Brail, Lavin und Susch) |
| Heinzenberg-Domleschg        | Ausserdomleschg (mit Almens, Feldis, Rothenbrunnen, Scheid und Trans), Ausserheinzenberg (mit Portein, Präz, Sarn und Tartar), Cazis, Masein, Mutten (mit Obermutten), Oberheinzenberg (mit Flerden, Urmein und Tschappina), Scharans/Fürstenau, Sils im Domleschg (mit St. Cassian), Thusis |
| Herrschaft-Fünf Dörfer       | Fläsch, Jenins, Haldenstein, Landquart (mit Igis und Mastrils), Maienfeld (mit Steigkirche auf St. Luzisteig), Malans, Trimmis/Says, Untervaz, Zizers |
| Prättigau                    | Conters, Fideris, Furna, Grüsch/Fanas/Valzeina, Jenaz/Buchen, Klosters/Serneus, Küblis, Luzein/Pany, Saas, Schiers, Schuders, Seewis (mit Schmitten), St. Antönien |
| Sassal-Chur                  | Steinbach (mit Passugg-Araschgen, Praden und Tschiertschen), Maladers, Chur (mit Comanderkirche, Martinskirche, Kirche Masans und Regulakirche) |
| Schams-Avers-Rheinwald-Moesa | Andeer (mit Clugin und Pignia), Avers/Ferrera (mit Innerferrera und Ausserferrera mit Cresta Ferrera), Mesolcina/Calanca, Rheinwald (mit Hinterrhein, Medels, Nufenen, Splügen und Sufers), Zillis/Schamserberg (mit Casti, Donat, Lohn, Mathon, Pazen-Farden und Reischen) |
| Schanfigg-Churwalden         | Arosa (mit Bergkirchli, Dorfkirche), Churwalden, Langwies, Malix, Mittelschanfigg (mit Castiel, Lüen, Molinis, Schanfigg und Peist), Parpan, Vaz/Obervaz (mit Lenzerheide) |
| Surselva                     | Cadi, Castrisch/Riein/Sevgein, Duvin, Flims (mit Fidaz), Flond, Ilanz (mit St. Martin), Luven, Pitasch, Safiental (mit Valendas, Versam, Tenna und Safien mit Neukirch und Thalkirch), Sagogn/Laax/Falera, Schnaus, Trin, Waltensburg/Vuorz |

Höchstes Organ der Landeskirche ist der Evangelische Grosse Rat (EGR). Er ist die gesetzgebende Behörde (Legislative) der Landeskirche und beschliesst die zukünftigen Grundlagen. Das heisst, der EGR ist verantwortlich für die Erarbeitung von Vorlagen für konfessionelle Abstimmungen und für die Erlasse von Gesetzen und Verordnungen. Er übt die Aufsicht über die Verwaltung der Landeskirche aus. Weiter genehmigt er Jahresrechnung und Budget der Kantonalkirche sowie den Amtsbericht des Kirchenrates. Der EGR ist als Kirchenparlament eine wichtige Schnittstelle zwischen Kirche und Politik und besteht aus rund 90 Mitgliedern: 60 Abgeordnete aus den Kirchenregionen („Kolloquien“) und ca. 30 Politiker evangelischer Konfession des politischen Grossen Rates.
Das Leitungsgremium (die Exekutive) der Landeskirche ist der Kirchenrat. Er vertritt die Landeskirche gegen aussen und ist darum besorgt, dass die Beschlüsse des Evangelischen Grossen Rates und der Synode umgesetzt werden. Zudem hat er die Aufsicht über die Kirchgemeinden und Kirchenregionen und muss die Wahl von Pfarrpersonen und Sozialdiakon/-innen bestätigen.
Der Kirchenrat besteht aus sieben Mitgliedern, von denen drei von der Synode und vier vom Evangelischen Grossen Rat gewählt werden. Alle Mitglieder des Kirchenrats üben diese Tätigkeit im Nebenamt aus.

Präsidentin war seit 2005 Lini Sutter-Ambühl. Per 1. Januar 2013 übernahm das Amt Andreas Thöny, der es per 30. Juni 2020 abgab. Nachfolgerin wurde per 1. Januar 2021 Erika Cahenzli-Philipp.

### Synode
Ein Bündner Unikum ist die jährlich um das letzte Juni-Wochenende an wechselnden Orten im Kanton stattfindende Synode, die seit 1537 besteht. Dieser gehören nicht – wie sonst im Protestantismus üblich – „Laien“ an, sondern sie umfasst alle Geistlichen, die im Kanton wohnen, sowohl die Amtsinhaber in den Gemeinden als auch die Pensionierten. Der Synode obliegt es, von den Gemeinden gewählte neue Geistliche zu prüfen und über ihre definitive Wählbarkeit zu befinden. Geleitet wird die Synode vom Dekanat.

### Neustrukturierung und Verfassungsrevision
Zum 1. Januar 2008 trat in der Bündner Kirche eine grössere Neustrukturierung in Kraft, die im Wesentlichen auf eine verstärkte regionale Zusammenarbeit kleinerer Gemeinden abzielte, um Ressourcen zu bündeln. Dadurch entstanden zahlreiche neue Pastorationsgemeinschaften, Gemeindefusionen und übergemeindliche Zweckverbände.
2011 begann eine Vernehmlassung im Blick auf eine umfassende Verfassungsrevision, die die alte unter Dekan Martin Accola erarbeitete Verfassung von 1978 ersetzen sollte. 
Am 10. Juni 2018 wurde eine neue Verfassung von den evangelischen Stimmberechtigten in Graubünden deutlich angenommen, die seit dem 1. Januar 2019 in Kraft ist und die Leitplanken für die künftige Weiterentwicklung der Kirche festlegt. Die Umsetzung, einschliesslich 14 Gesetzgebungsprojekte zu Themen wie Kirchenregionen und Finanzausgleich, wird voraussichtlich fünf bis acht Jahre dauern.

## Gebräuche und Traditionen

### Amtstracht
Die traditionelle Amtskleidung der Bündner Pfarrschaft ist der Scaletta-Mantel.

### Gesangbücher
Als Gesangbücher sind in den einzelnen Gemeinden jeweils in Gebrauch:
- das Gesangbuch der Evangelisch-reformierten Kirchen der deutschsprachigen Schweiz in Deutschbünden
- der ladinische Coral im Engadin und im Val Müstair
- das surselvische Gesangbuch Canzuns Choralas im Bündner Oberland und
- das italienischsprachige Gesangbuch in den Südtälern und in Bivio

### Bibeln
Bibeln werden folgende verwendet:

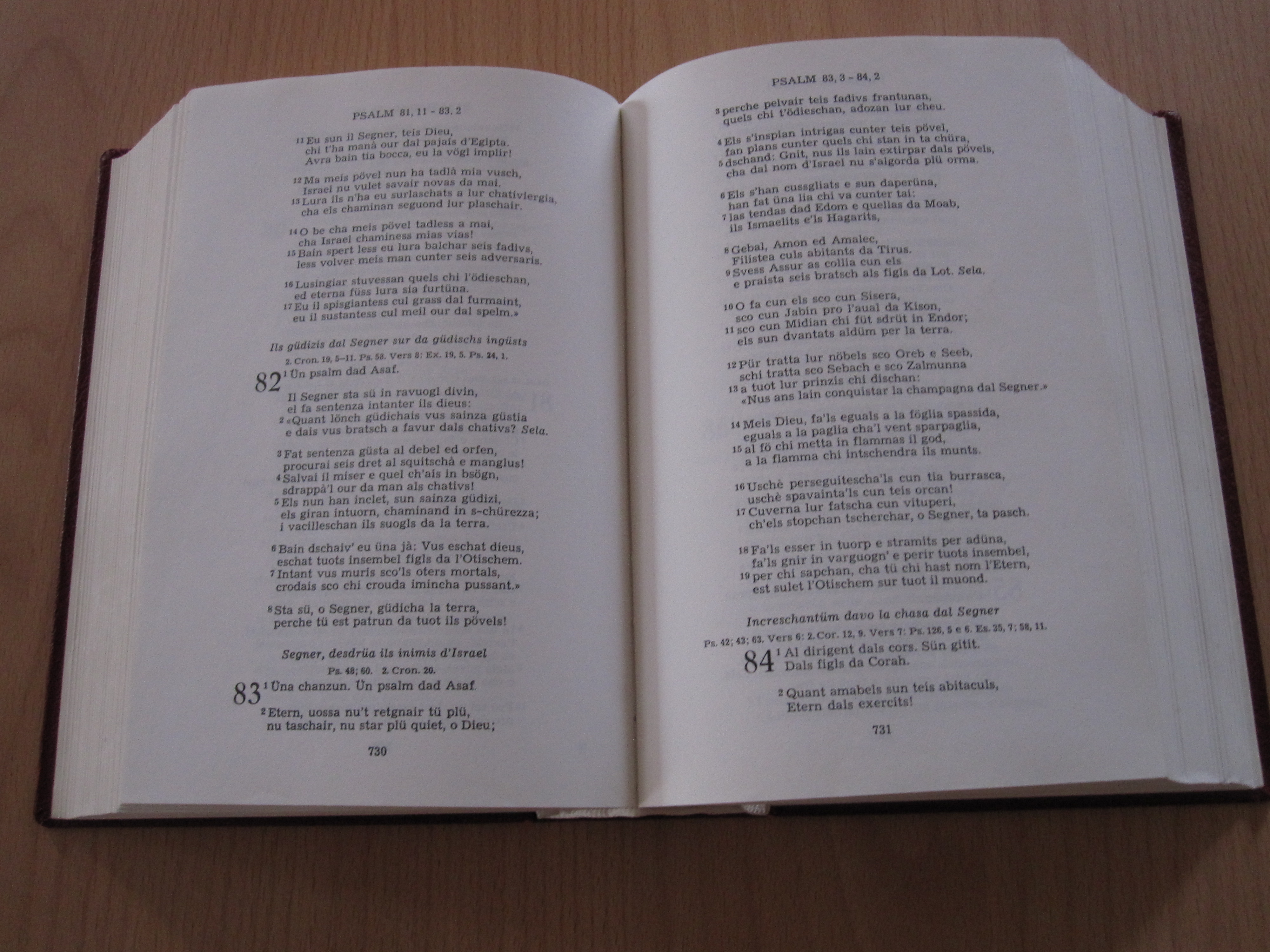
Die engadinerromanische Soncha Scrittüra

- die Zürcher Bibel, teilweise auch die Lutherbibel, in deutsch- und zweisprachigen Gemeinden,
- die Soncha Scrittüra im Engadin und im Münstertal,
- die surselvische Bibelübersetzung im Oberland und
- die italienischsprachige protestantische Bibelübersetzung in den Südtälern

### Kirchenmusik
Die Pflege der Kirchenmusik und die Ausbildung der Fachpersonen obliegt dem kantonalkirchlichen Verband Vogra.

## Medien

### Reformiert.
Monatlich erscheinendes Publikationsorgan ist die Zeitschrift reformiert., die 2008 den früheren „Bündner Kirchenboten“ ablöste. In Verantwortung einer eigenen Redaktion liegt die Engadiner Beilage Nossa baselgia.

### Pastoralbibliothek
Die Landeskirche unterhält eine eigene Pastoralbibliothek. Diese ist seit 1910 in den Räumlichkeiten der Kantonsbibliothek Graubünden untergebracht und wird von Pfarrer Daniel Bolliger (Waltensburg-Schnaus) betreut.

### Kirchliche Mediothek
Am Obertor in Chur ist die reformierte Bündnerkirche an der Kirchlichen Mediothek beteiligt, die von der katholischen Landeskirche Graubünden betrieben wird.

### Wikipedia

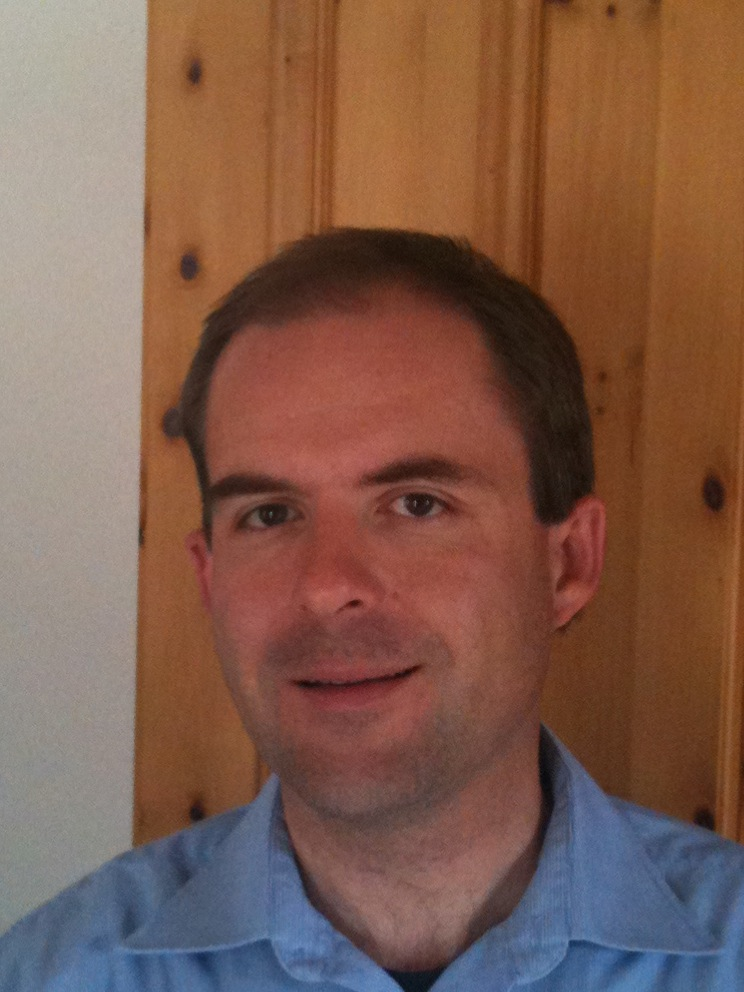
Pfarrer David Last, Bever und La Punt Chamues-ch

Die Bündner Landeskirche war die schweizweit erste, die sämtliche ihrer fast 200 Kirchengebäude in der Internet-Enzyklopädie Wikipedia dokumentiert hat, was zu einem grossen Medienecho führte. Für den Grossteil der Beiträge in deutscher Sprache und in den rätoromanischen Idiomen Vallader und Puter zeichnete der Beverser, ehemals Sagogner und Pontresiner Pfarrer David Last (* 1969) verantwortlich. Daneben steuerte Adrian Michael aus Zollikon Artikel und Fotografien bei.